# Apostolische Präfektur Falklandinseln oder Malwinen
Die Apostolische Präfektur Falklandinseln oder Malwinen (lateinisch Apostolica Praefectura de Insulis Falkland seu Malvinis) ist eine auf den Falklandinseln gelegene römisch-katholische Apostolische Präfektur mit Sitz in Stanley.

## Geschichte
Bereits vor der Gründung der Apostolischen Präfektur missionierten verschiedene Orden auf diesem Gebiet. Die Salesianer Don Boscos missionierten auf den Falklandinseln von 1888 bis zur Gründung der Apostolischen Präfektur am 10. Januar 1952. Vor Gründung der Apostolischen Präfektur gehörte die Inselgruppe zur Diözese von Punta Arenas, zur Jurisdiktion der Präfektur gehören auch Südgeorgien und die Südlichen Sandwichinseln.  Die Mill Hill-Missionare missionierten von 1952 bis 2002, als die Bischofskonferenz von England und Wales die volle Verantwortung für die Kirche auf den Falklandinseln übernahm. Der Apostolische Präfekt ist seit 1986 in Personalunion auch Superior der Mission sui juris St. Helena, Ascension und Tristan da Cunha.

## Apostolische Präfekten
- James Ireland MHM (1952–1973)
- Daniel Martin Spraggon MHM (1973–1985)
- Anton Agreiter MHM (1986–2002)
- Michael Bernard McPartland SMA (2002–2016)
- Hugh Allan OPraem (2016–2024) (Apostolischer Administrator)
- Tom Thomas Pattasseril IC (seit 2024) (Apostolischer Administrator)

## Gemeinden

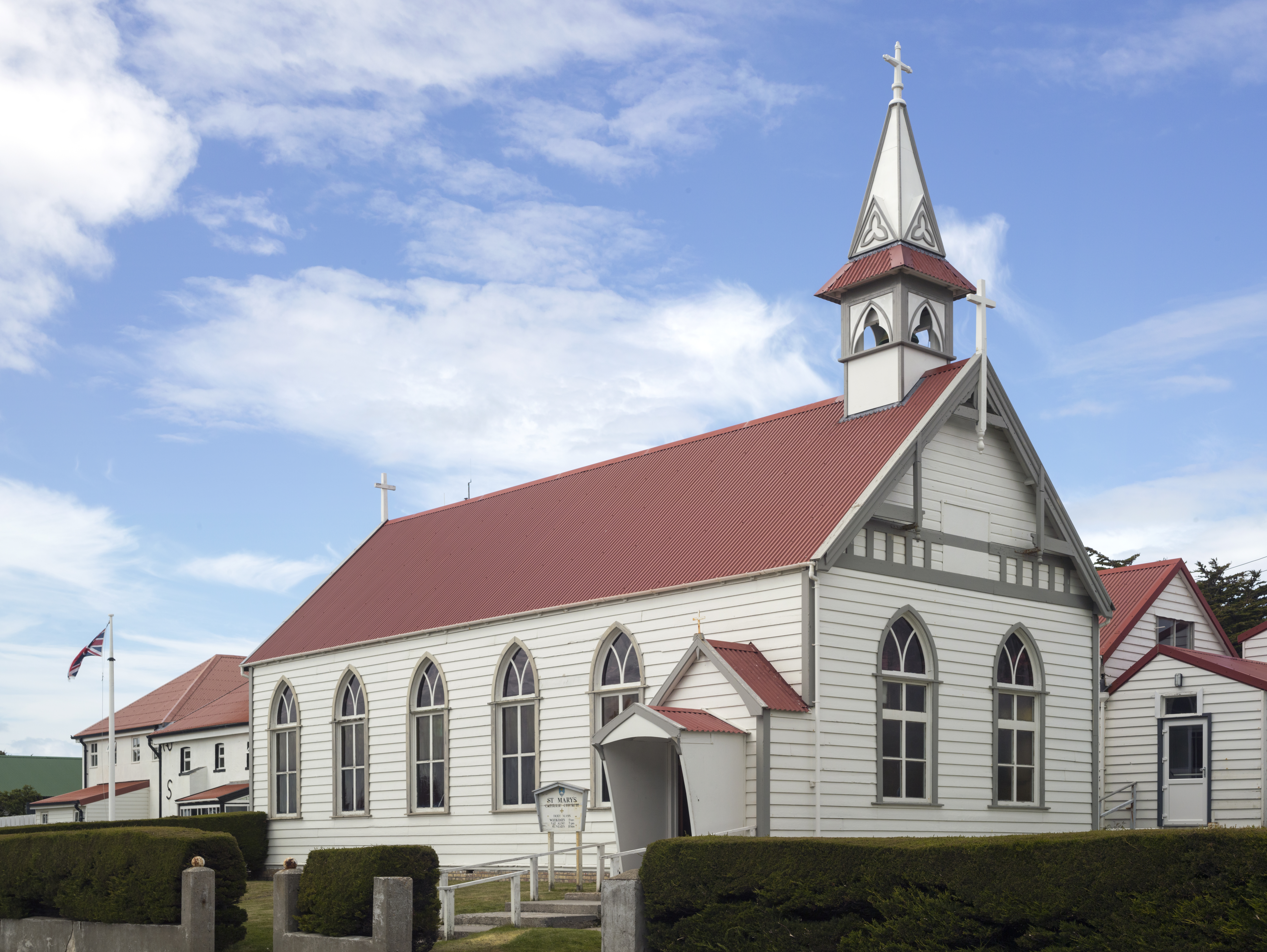
St. Mary’s Church, Port Stanley

Auf den Falklandinseln bestehen eine Gemeinde und eine Kirche: Die St. Marien-Gemeinde mit gleichnamiger Kirche in Stanley. Zur Gemeinde gehören etwa 400 Personen.